# تی تست

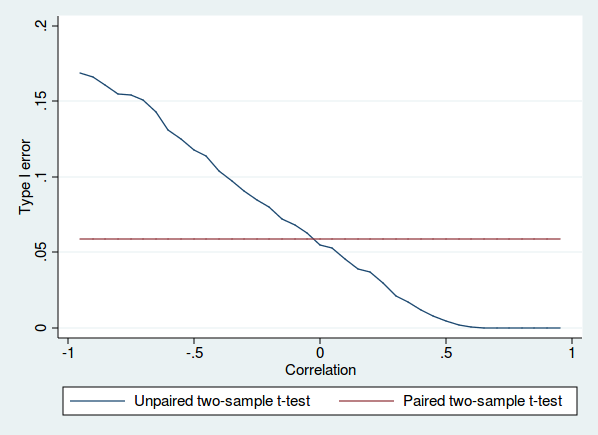
نمودار تی تست،در این نمودار مشخص است که وضعیت نمرات آزمون زیاد خوب نبوده است.

آزمون تی-استیودنت (به انگلیسی: T student) برای ارزیابی میزان هم‌قوارگی یا یکسان بودن و نبودن میانگین نمونه‌ای با میانگین جامعه در حالتی به کار می‌رود که انحراف معیار جامعه مجهول باشد چون توزیع t در مورد نمونه‌های کوچک با استفاده از درجات آزادی تعدیل می‌شود، می‌توان از این آزمون برای نمونه‌های بسیار کوچک استفاده نمود. همچنین این آزمون مواقعی که خطای استاندارد جامعه نامعلوم و خطای استاندارد نمونه معلوم باشد، کاربرد دارد. برای به کاربردن این آزمون، متغیر مورد مطالعه باید در مقیاس فاصله‌ای و شکل توزیع آن نرمال باشد.

## کاربردها
آزمون تی-استیودنت در حالتهای زیر کاربرد دارد:
- مقایسه یک عدد فرضی با میانگین جامعه نمونه
- مقایسه میانگین دو جامعه
- مقایسه یک نسبت فرضی با یک نسبتی که از نمونه بدست آمده
- مقایسه دو نسبت از دو جامعه

## انواع آزمون های تی تست
1. آزمون T مستقل (Independent T-Test)
2. آزمون T وابسته (Paired T-Test)
3. آزمون T یک نمونه‌ای (One-Sample T-Test)

آزمون T یکی از ابزارهای آماری قدرتمند و پرکاربرد در تحقیقات پزشکی است که به بررسی و مقایسه میانگین‌ها بین دو گروه می‌پردازد.

## وجه تسمیه
فردی که برای اولین بار بر روی موضوع کار می‌کرد (ویلیام سیلی گوسه William Sealy Gosset)، گویا نمی‌توانست به نام اصلیش مقالاتش را امضا کند و به ناچار از نام مستعار استیودنت (شاگرد) استفاده می‌کرد.